# Садовий (Топчихинський район)
Садо́вий (рос. Садовый) — селище у складі Топчихинського району Алтайського краю, Росія. Входить до складу Кіровської сільської ради.

## Населення
Населення — 117 осіб (2010; 139 у 2002).
Національний склад (станом на 2002 рік):
- росіяни — 100 %